# Капуцин (актриса)
Капуцин (на френски: Capucine) е френска актриса и модел.  Капуцин е нейния псевдоним, а името ѝ е Жермен Елен Ирен Лефевр.

## Биография
Родена е на 6 януари 1928 г. в Сен-Рафаел, Франция. Още от ранна възраст показва независим характер. Учи във френско училище, изучава чужди езици, получава бакалавърска степен. Родителите и искат дъщеря им да стане учителка в училище, но тя отказва, предлагат и да се опита да работи в банка. На 17 години тя е забелязана от професионален парижки фотограф. Бързо се превръща в известен модел, работи с Кристиан Диор и Живанши.

### Кариера
Капуцин прави своя филмов дебют през 1948 г., като прислужницата в „Двуглав орел“ на Жан Кокто. Във филма на Жак Бекер „Дата през юли“ (1949) името ѝ дори не се споменава в надписите, но на снимачната площадка тя се запознава с актьора Пиер Трабо, а година по-късно става негова съпруга. Този брак продължава само шест месеца и е първият и последен в живота на актрисата.
Номинирана е за „Златен глобус“ (1961). Най-известна е с ролята си Симон Клузо във филма „Розова пантера“ (1963), където играе в тандем с Питър Селърс.

### Смърт
Капуцин е измъчвана от психични атаки през целия си живот, по време на които тя се е опитвала да се самоубие. Няколко пъти е спасявана, но през 1990 г., на 62-годишна възраст, тя загива в Лозана, скачайки през прозореца на апартамента си от осмия етаж. Тя е кремирана, а прахът и е разпръснат над морето. Некролог публикуван в „The New York Times“ упоменава, че трите ѝ котки са единствените ѝ наследници.

## Избрана филмография
| Година | Филм                 | Оригинално заглавие  | Роля                 | Режисьор      |
| ------ | -------------------- | -------------------- | -------------------- | ------------- |
| 1960   | На север, към Аляска | North to Alaska      | Мишел Боне (Ейнджъл) | Хенри Хатауей |
| 1965   | Какво ново, котенце? | What's New Pussycat? | Рене Лефевр          | Клайв Донър   |
| 1971   | Червено слънце       | Soleil rouge         | Пепита               | Терънс Йънг   |